# Journal of the Chemical Society
Das Journal of the Chemical Society (nach ISO 4 abgekürzt J. Chem. Soc.) war eine Fachzeitschrift für Chemie, die von 1849 bis 1877 und von 1926 bis 1965 von der Chemical Society in London herausgegeben wurde.

## Publikationshistorie
Vorläuferzeitschriften des Journal of the Chemical Society waren:
- Memoirs of the Chemical Society of London (1841)
- Proceedings of the Chemical Society of London (1842–1843, Vol. 1)
- Memoirs and Proceedings of the Chemical Society (1843–1848, Vol. 2–3)
- The Quarterly Journal of the Chemical Society of London (1849–1861, Vol. 1–14)
- Journal of the Chemical Society (1862–1877, Vol. 15–32, new series I – XVI)
- Journal of the Chemical Society, Transactions (1878–1925, Vol. 33–127) and Journal of the Chemical Society, Abstracts (1878–1925, Vol. 34–128)
- Proceedings of the Chemical Society, London (1885–1914, Vol. 1–30)
- Proceedings of the Chemical Society, London (1914–1956, als Beilage in Journal of the Chemical Society)
- Journal of the Chemical Society (1926–1965)

1965 wurde das Journal of the Chemical Society aufgeteilt. Entsprechend der Fachdisziplinen der Chemie entstanden drei unabhängige Zeitschriftenreihen. Für ungeprüfte Kurzmitteilungen wurden fortan die Chemical Communications publiziert, die die Zeitschriftenreihe Proceedings of the Chemical Society ablösten:
- Journal of the Chemical Society A: Inorganic, Physical, Theoretical
- Journal of the Chemical Society B: Physical Organic
- Journal of the Chemical Society C: Organic
- Chemical Communications (London)